# Myndus medleri
Myndus medleri är en insektsart som beskrevs av Synave 1971. Myndus medleri ingår i släktet Myndus och familjen kilstritar. Inga underarter finns listade i Catalogue of Life.